# El Torno (Bolivie)
El Torno est une petite ville et une municipalité de la Bolivie située dans la province d'Andrés Ibáñez du département de Santa Cruz. La ville est située à 32 kilomètres au sud de la plus grande ville bolivienne, Santa Cruz de la Sierra. 
En 2012, la ville (aire urbaine) compte au total 17 130 habitants, alors que l'ensemble de la municipalité compte 49 652 habitants. La population s'est accrue considérablement ces dernières années, notamment par l'arrivée d'habitants des autres départements boliviens venus s'installer dans la région métropolitaine de Santa Cruz de la Sierra. 
La ville est fondée officiellement en 1957 selon le nom d'un ancien propriétaire de terres dans le secteur durant les années 1910.

## Géographie
El Torno est située dans le bassin amazonien, précisément tout près du río Piraí.
La ville est située au sud de la province et est limitrophe de la ville de La Guardia à l'est et de la ville de Porongo au nord. Sa superficie est de 659 km². 

## Climat
Le climat d'El Torno peut être classé comme climat tropical de savane (Aw), selon le classement climatique de Köppen.

### Température
Selon les moyennes mensuelles, la ville bénéficie d'une température moyenne annuelle de 24,8 °C. Avec une variation modérée tout au long de l'année, la température est légèrement supérieure d'octobre à février et légèrement inférieure de mai à août. La température maximale moyenne est de 29,3 °C en décembre et la minimale moyenne est de 19,7 °C en juillet. 

### Précipitations pluviales
À l'égard des précipitations, la moyenne annuelle est de 1 389,48 mm, où 75 % des précipitations tombent entre décembre et mars et 15 % entre avril et octobre. Le climat dans la ville est divisible en trois parties : dans la localité de Monte Verde où c'est humide, dans celle de Tacuarembo où c'est très sec et dans le reste des zones où ça demeure relativement sec.